# Mike Frantz
Mike Frantz (Saarbrücken, 14 oktober 1986) is een Duitse voetballer die bij voorkeur als middenvelder speelt. Hij tekende in juni 2014 bij SC Freiburg, dat hem overnam van 1. FC Nürnberg. Voordien speelde hij ook voor onder meer 1. FC Saarbrücken.

## Erelijst
SC Freiburg
- 2. Bundesliga

2016
1 Atubolu ·
3 Lienhart ·
4 Schmidt ·
5 Gulde ·
6 Osterhage ·
7 Weißhaupt ·
8 Eggestein ·
9 Höler ·
11 Kyereh ·
17 Kübler ·
18 Dinkçi ·
20 Adamu ·
21 Müller ·
23 Muslija ·
24 Huth ·
25 Sildillia ·
26 Philipp ·
27 Höfler ·
28 Ginter ·
30 Günter  ·
32 Grifo ·
33 Makengo ·
34 Röhl ·
37 Rosenfelder ·
38 Gregoritsch ·
42 Doan ·
43 Ogbus ·
Coach: Schuster